# Hydraulicien
Un hydraulicien est un technicien ou un ingénieur spécialisé en mécanique des fluides.
Le terme hydraulicien désigne des professions différentes dont le point commun est de requérir des connaissances en mécanique des fluides.
Pour des novices, afin de séparer voir ici
catégorie Hydrologie, Hydraulique urbaine, Hydrogéologie, Eau, génie civil, fleuve...
Hydromécanique, Oléohydraulique, Moteur hydraulique, Pompe hydraulique, Presse hydraulique, Machine hydraulique... cette seconde technique principalement traité ci-dessous on pourrait être nommée « oléohydraulicien » mais ce terme n'est pas d'usage dans la profession et ne dirait rien à personne.
Le technicien hydraulique peut être appelé à installer, monter ou dépanner des systèmes hydrauliques. L'ingénieur hydraulicien, lui, sera maître de chantier ou maître d'ouvrage, s'occupant par exemple de l'organisation, l'étude et la supervision des travaux .

## Formation et diplôme

### Technicien hydraulique
Pour le domaine de l'huile (oleohydraulique), pour le moment l’examen principale est la mention oleohydraulique et pneumatique, c'est une mention complémentaire des sciences mécaniques. Il peut aussi être délivré des CQPM. La formation la plus courante et efficace est de travailler dans une entreprise d'hydraulique, avec la possibilité de suivre des stages de perfectionnement.
Il existe en France environ une dizaine une classe de Mention Complémentaire en Maintenance des installations Oleohydraulique et Pneumatique et permettant d'avoir les bases pour devenir hydraulicien, entre autres Montceau-les-Mines 71300, Wattrelos 59150, etc.

### Licence Professionnelle
Pour la rentrée des classes de 2014 au lycée Savarie de Wattrelos (nord) sera lancé pour la première fois en France une Licence Professionnelle en alternance, via apprentissage, nommée hydraulique industrielle et commandes associes

### Ingénieur hydraulicien
Même problématique pour les ingénieurs, ceux qui ont le titre d’ingénieur hydraulicien, c'est dans le domaine de l'eau.
Pour l’oléohydraulique, il s'agit à la base d’ingénieurs généralistes des sciences mécaniques, qui ont suivi des options ou stage de formation continue et qui surtout travaillent dans une entreprise d'hydraulique.
Pour l’oléohydraulique, il existe désormais une licence professionnelle.

## Les connaissances de base
- Mécanique des fluides.
- Mécanique si on fait de la réparation de pompe hydraulique et moteur hydraulique, la précision est inférieure au micromètre pour certains ajustements.

## Les divers métiers d'hydraulicien

### Technicien
- Dépannage, mise au point, technicien de terrain;
- Usinage de bloc foré (qui remplace beaucoup de tuyauterie);
- Tuyauteur en haute pression entre 50 bars ou moins & rarement plus de 500 bars;
- Fabrication en usine des composants hydrauliques ;
- Fabrication et réparation de vérin hydraulique ;
- Négoce de composants et centrale hydraulique ;

### Ingénieur
- Ingénieur de bureau d'étude ;
- Conception de centrale hydraulique ou groupe hydraulique ;

## Ingénieur hydraulicien
Ce métier consiste à :
- Concevoir le circuit d'une machine ou d'un ensemble hydraulique
- Après une pré-étude pour déterminer la faisabilité du projet, définir un cahier des charges: il s'agit de connaître pour un type mouvement, la force ou couple et vitesse.
- Déterminer les récepteurs hydrauliques, calculs force, couple, vitesse, puissance, etc.
- Réaliser un schéma hydraulique
- Selon les cadences et l'importance stratégique de l'installation, pour une même fonction le système est totalement diffèrent
- Pour les systèmes complexes l'étude est faite avec un automaticien ; un bon hydraulicien doit avoir de bonnes bases en automatisme, afin de faire les meilleurs choix techniques
- Déterminer le groupe hydraulique, nommé aussi centrale hydraulique, souvent étudier un bloc foré
- Déterminer la tuyauterie et les pertes en charges
- Réalisation et mise en service de la machine

## Secteurs d'activité
Les secteurs d'activité qui font appel aux hydrauliciens sont très variés.
- Dans l'industrie on trouve la sous-traitance automobile, la métallurgie, la sidérurgie, la fonderie, la fabrication de machines-outils et de machines spéciales, la construction mécanique en général ;
- Les hydrauliciens trouvent également des débouchés dans le domaine de l'énergie sous ses différentes formes, de l'environnement, du recyclage, du traitement des déchets, par exemple les usines d'incinération ;
- Ils sont présents dans les activités fluviales et navales; ils exercent leur activité à bord des navires, sur les barrages où ils s'occupent des vannes, auprès des écluses ;
- On les trouve dans l'industrie des matériaux, la pétrochimie, la cimenterie et la production de matériaux de construction tels que le béton; ils interviennent dans l'industrie minière, la plasturgie et la production d'autres matériaux ;
- Ils sont employés dans le secteur papetier, celui du carton, dans l'industrie du bois, le textile et l'habillement
- Les industries agro-alimentaires, notamment sucrière, font appel aux hydrauliciens qui interviennent sur le matériel de récolte de la betterave, de la pomme de terre et d'autres produits de l'agriculture ;

### Machines
- Presse hydraulique. Compacteur & presse déchet, Bennes à ordures, Élévateur, Ascenseur, quai niveleur pour camion, table élévatrice
- Machines outil, cintreuse, toutes les machines d'usinage et de formage du métal, notamment pour industrie automobile

### Transport
- Engins roulants ou mobiles, Transports spéciaux, Secteur ferroviaire, Engins agricole & de travaux publics...
- Engins de travaux publics, Chargeur, Pelleteuses, Matériels forestiers, Chariots élévateurs, Camion
- Manutention, Levage, Grue, Nacelles élévatrices, Matériels aéroportuaires

Les hydrauliciens interviennent donc dans toutes industries ou auprès de toutes les machines qui demandent une force importante (exemple presse hydraulique)

## Risques professionnels
Les interventions sur circuits hydrauliques nécessitent des précautions importantes si l'on veut éviter que le technicien ne soit écrasé par la charge ou le mouvement des récepteurs. En cas de rupture de flexibles, le mouvement intempestif d'un organe, compte tenu de la haute pression et de l'accumulation d'énergie, peut présenter un danger pour les utilisateurs et intervenants.
Le danger vient également des masses importantes (souvent plusieurs dizaines de tonnes) retenues par les récepteurs.
Contrairement aux règles en vigueur dans le domaine de l'électricité par exemple, il existe peu de règlementation spécifique pour la mise en œuvre de composants et circuits hydrauliques; cependant il est possible de se référer à certaines normes relatives aux symboles ainsi qu'à l'usage des transmissions hydrauliques.

## Hydrauliciens en Hydrologie célèbres
- Eupalinos de Mégare (VIe siècle av. J.-C.)
- Archimède (287-212 av. J. C.)
- Héron d'Alexandrie (fl. 65 ap. J. C.)
- Simon Stevin (1549–1620)
- Blaise Pascal (1623–1662)
- Edme Mariotte (1620–1684)
- Daniel Bernoulli (1700–1782)
- Antoine Chézy (1718–1798)
- Charles Bossut (1730–1814)
- Pierre du Buat (1734–1809)
- Jean-Charles de Borda (1733–1799)
- Giovanni Battista Venturi (1746–1822)
- Jean-Baptiste Charles Bélanger (1789–1874)
- Jean-Léonard-Marie Poiseuille (1797–1869)
- Henry Darcy (1803–1858)
- William Froude (1810–1879)
- Louis Dominique Girard (1815–1871)
- Henry Bazin (1829–1917)
- Aristide Bergès (1833-1904)
- Osborne Reynolds (1842–1912)
- Joseph Boussinesq (1842–1929)
- Ludwig Prandtl (1875–1953)
- Louis Bergeron (1876–1948)
- Eugen Meyer-Peter (1883–1969)